# جيف بريغز
جيف بريغز (بالإنجليزية: Jeff Briggs)‏ هو ملحن أمريكي، ولد في 10 مارس 1957.

## روابط خارجية
- جيف بريغز على موقع IMDb (الإنجليزية)